# Partido Demócrata Nacional (Japón, 1929)
No confundir con el Partido Democrático Nacional fundado en 1950.
El Partido Demócrata Nacional era un partido político en Japón, dirigido por Miyazaki Ryusuke. Miyazaki se separó del Partido Socialdemócrata en 1929, después de haber derivado hacia posiciones conservadoras. El partido impugnó las elecciones de 1930, con Miyzaki corriendo sin éxito en el Cuarto distrito. Después de las elecciones de 1930, el partido se fusionó con el Partido de las Masas de Japón, el Partido Proletario de Tokio y diez partidos locales, formando el Partido de las Masas Nacionales.